# 涅韋爾區
56°01′N 29°56′E / 56.017°N 29.933°E
涅韋爾區（俄语：Невельский район），是俄羅斯的一個區，位於該國西北部，由普斯科夫州負責管轄，面積2,689.9平方公里，2010年人口26,657，人口密度每平方公里9.91人。